# Михайленки (Кременчуцький район)
Михайле́нки —  село в Україні, у Кременчуцькому районі Полтавської області. Входить до складу Піщанської сільської громади. Населення становить 113 осіб. До 2020 року орган місцевого самоврядування — Ялинцівська сільська рада.

## Населення

### Мова
Розподіл населення за рідною мовою за даними перепису 2001 року:
| Мова       | Кількість | Відсоток |
| ---------- | --------- | -------- |
| українська | 111       | 98.23%   |
| російська  | 2         | 1.77%    |
| Усього     | 113       | 100%     |

## Географія
Село Михайленки знаходиться за 2 км від лівого берега річки Дніпро, вище за течією примикає до села Кіндрівка, нижче за течією - до села Кривуші.